# Stigmidium icmadophilae
Stigmidium icmadophilae är en lavart som beskrevs av Rolf Santesson. Stigmidium icmadophilae ingår i släktet Stigmidium, och familjen Mycosphaerellaceae. Arten är reproducerande i Sverige.